# Salomon Rubin

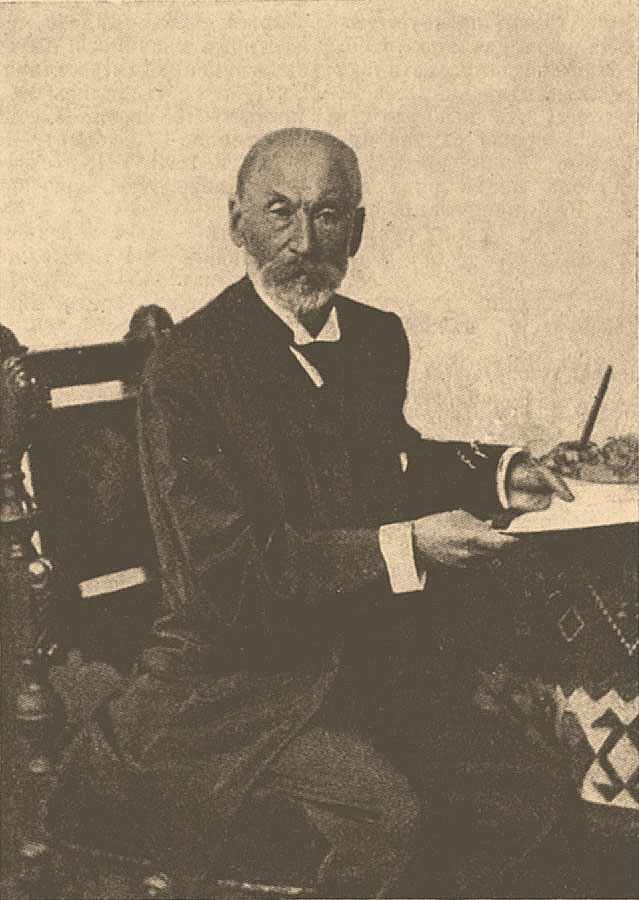
Solomon Rubin

Salomon Rubin (* 3. April 1823 in Dolyna; † 14. Februar 1910 in Krakau) war ein wichtiger hebräischer Autor und Aufklärer.

## Werke (Auswahl)
Rubin verfasste ca. 25 Bücher und zahlreiche Artikel in hebräischer Sprache. Zu den bekanntesten gehörten
- Geschichte des Aberglaubens (Leipzig 1888)
- Heidentum und Kabbala (Wien 1892)

Besonders bekannt wurde er auch durch eine hebräische Spinoza-Übersetzung. 
Rubin war auch ständiger Mitarbeiter der hebräischen Zeitschrift Haschachar.